# Where Is My Mind?
„Where Is My Mind?” је песма састава Pixies објављена на другој страни њиховог албума из 1988. Surfer Rosa. Песму је написао Блек Френсис док је похађао Универзитет Масачусетса, инспирисан његовим роњењем у Карибима.

## Употреба на филму
Песма се употребљава у завршним кадровима и одјавној шпици филма из 1999. Борилачки клуб.